# James Walter Christy
James Walter Christy, ameriški astronom, * 15. september 1938.

## Življenje in delo
22. junija 1978 je Christy na Pomorskem observatoriju ZDA (USNO) odkril, da ima planet Pluton svoj naravni satelit, ki ga je poimenoval Haron. Njegovo odkritje je bilo plod natančnega pregledovanja zelo povečanih fotografskih plošč Plutona, slikanih nekaj mesecev prej, kjer je imel planet rahlo izboklino na eni strani. S pregledom fotografij, slikanih v zaporedju več dni, se je Christy lahko prepričal, da gre za naravni satelit. Fotografski dokaz je bil prepričljiv, vendar ne odločilen. Izboklino so našli tudi na ploščah, posnetih že trinajst let prej 29. aprila 1965. Na podlagi izračunane tirnice se je lahko predvidel niz vzajemnih mrkov Plutona in Harona, ki so jih lahko pazovali, in to je potrdilo njegovo odkritje.
Satelit je imel najprej začasno oznako 1978 P 1, na podlagi ravno tedaj vpeljanega dogovora. Christyjevo ime je Mednarodna astronomska zveza (IAU) potrdila leta 1985. Nekateri pripisujejo odkritje Harona tudi Robertu Suttonu Harringtonu, ki je bil Chrystyjev sodelavec in na katerega se je Christy obrnil, ko je odkril izboklino na Plutonu. Harrington je prvi izračunal maso sistema Pluton-Haron, ki je bila celo nižja od najnižje ocene za maso Plutona.
V sodobnejših daljnogledih kot je Hubblov vesoljski daljnogled (HST) na tirnici okrog Zemlje ali daljnogledi na površju s prilagodljivo optiko, lahko lažje razločijo samostojni sliki Plutona in Harona.